# 瞳をあけてみるゆめ
「瞳をあけてみるゆめ」（めをあけてみるゆめ）は、ROUAGEのメジャー11枚目のシングル。2000年3月1日発売。マーキュリー・ミュージックエンタテインメント（現・ユニバーサルミュージック）よりリリース。

## 収録曲
1. 瞳をあけてみるゆめ
  - 作詞:KAZUSHI/作曲:RIKA/編曲:ROUAGE
2. ブレストファイア
  - 作詞:KAZUSHI/作曲:RAYZI/編曲:ROUAGE
3. 望遠鏡 (remix version)
  - 作詞:KAZUSHI/作曲:RIKA/編曲:YASUAKI"V"SHINDOH